# سنوري سترلسون
سنوري سترلسون (Snorri Sturluson؛ 1179 - 1241) قائد سياسي، ومؤرخ، وشاعر، وناقد، وراوي قصص أيسلندي، يعد رمزاً في الأدب النوردي في القرون الوسطى. كان رئيس المحكمة العليا الأيسلندية، وكان تابعاً للملك هاكون الرابع من النرويج. كان مؤلف «نثر إيدا» (Snorra Edda) و«هيمسكرينغلا» (Heimskringla)، تاريخ الملوك النرويجيين. بعد أن فسدت علاقته مع هاكون تم إعدامه بطلب من الملك.

## نشأته
سنوري هو حفيد الشاعر إيغل سكالاغريمسون بطل حكاية إيغيل، وتربى في أودي مع إخوته الثلاثة في بيت قريبهم يون لوبتسون الحكيم وهو أول مؤرخ معروف لأيسلندا ولماغنوس الثاني من النرويج ومثل العديد من زعماء القبائل كان يون كاهنا معينا ومهتما بالتاريخ فأخذ منه سنوري معرفته العميقة بالتاريخ والتقاليد الأيسلندية.

## السياسي
في عام 1199 تزوج سنوري من إحدى الوريثات وبدأ يحوز الأراضي والسلطات، وفي عام 1206 استقر في ريكيا هولت حيث كتب أغلب أعماله بين عامي (1223 – 35) وبنى بيتا فخما مع حمام مبلط تسخنه الينابيع البركانية، وبين عامي 1215 – 18 و22 – 38 كان رئيس المحكمة العليا الأيسلندية، وفي سنة 1218 استدعاه هوكون الرابع ملك النرويج إلى النرويج وزار العائلات النبيلة في السويد.
بدأ في الانخراط في السياسة عندما كن يزور النرويجيين الذين كانوا يخططون لحملة تأديبية على قبيلة أودي الأيسلندية فقام بإقناع هوكون بأنه يمكنه أن يصبح ملك أيسلندا ويصبح أهلها في صفه فأصبح بهذا تابع هوكون ورجع لموطنه عام 1220 وبعث ابنه لهوكون كرهينة كنوع من الضمان، ولكن عندما فشل في الاستمرار في متابعة قضية هوكون قام الأخير بالانتقام بإشعال الخلافات بينه وبين قريبه ستورلا وتم تجريم سنوري ففر للنرويج عام 1237 وبعد سنتين عاد لأيسلندا وأظهر العداء لهوكون الذي أمر بمهاجمته وقتله في بيته وتم هذا عن طريق عدوه وصهره غيسور ثورفالدسون.

## التراث الأدبي
كانت «إدا النثرية» بحثاً في فن الشعر احتوى على خلاصة الميثولوجيا النوردية. تسرد رواية «هيمسكرينغلا» تاريخ النرويج وملوكها الأسطوريين والحقيقيين من أودين وحتى ماغنوس أرلنغسون أي إلى عام 1184، دامجة الأساطير التقليدية مع المعلومات التاريخية الواقعية، ولها مزايا أدبية عظيمة. كان حس سنوري الدرامي كبيراً والذي كان أحد العوامل الرئيسية في براعته الأدبية.

## شخصية سنوري
الصفات مثل الذكاء والحماسة والشجاعة في كتابات سنوري تتباين مع شخصيته الضعيفة والماكرة التي وضعها ابن أخيه في ستورلونغاساغا والتي أظهرته كشخص بخيل مع عائلته وانتهازي في السياسة وذو طموح عالي ولكن تنقصه الشجاعة والإرادة ليحقق طموحه وربما كانت هذه الصفات ميزة لسنوري ككاتب ولكنها لم تنفعه كرجل في عام قاسي.

## روابط خارجية
- سنوري سترلسون على موقع الموسوعة البريطانية (الإنجليزية)
- سنوري سترلسون على موقع ميوزك برينز (الإنجليزية)